# Vernești
Vernești è un comune della Romania di 8 880 abitanti, ubicato nel distretto di Buzău, nella regione storica della Muntenia.
Il comune è formato dall'unione di 10 villaggi: Cîndești, Cîrlomănești, Mierea, Nenciu, Nișcov, Săsenii Noi, Săsenii Vale, Săsenii Vechi, Vernești, Zorești.